# Un gato en la oscuridad
"Un Gato en la Oscuridad" es el álbum 14° del cantautor brasileño Roberto Carlos (específicamente es el 12° disco). Fue lanzado en 1972 en el sello CBS Discos. En 2015, fue seleccionado por la revista Billboard como uno de los "50 álbumes latinos esenciales de los últimos 50 años".
Los temas que destacan en este álbum son: Jesucristo, Un Gato en la Oscuridad, Amada Amante, Detalles y muchos otros más.

## Lista de canciones[4]
1. "Un Gato en la Oscuridad"
2. "Amada Amante"
3. "Jesucristo"
4. "Yo Te Amo, Yo Te Amo, Yo Te Amo"
5. "Rosa, Rosita"
6. "Mi Cacharrito"
7. "Una Palabra Amiga"
8. "Nunca Más Te Dejaré Triste Mi Amor"
9. "Ciudad"
10. "La Palabra Adiós"
11. "Detalles"